# Vladimir Vajnštok
Vladimir Petrovič Vajnštok, noto anche con lo pseudonimo di Vladimir Vladimirov (in russo Владимир Петрович Вайншток?; San Pietroburgo, 2 marzo 1908 – Mosca, 18 ottobre 1978), è stato un regista e sceneggiatore sovietico.

## Biografia
Dal 1924 al 1927 Vajnštok studiò all'Istituto del cinema di Leningrado; durante quel periodo lavorò anche presso lo studio "Belgoskino". Nel 1927 iniziò l'attività di regista-produttore. Oltre all'attività di regista e sceneggiatore, fu dirigente della Kazahfil'm, gli studi cinematografici di Almaty, nel Kazakistan. L'attività amministrativa lo distrasse dall'attività cinematografica. Scrisse anche sceneggiature cinematografiche firmate con lo pseudonimo di Vladimir Vladimirov; questo pseudonimo è stato utilizzato anche dallo scrittore sovietico Lev Vladimirovič Rubinštejn, il quale peraltro collaborò con Vajnštok dopo la fine delle purghe staliniane. Nel 1973 Vajnštok tornò a svolgere l'attività di regista dirigendo in URSS dei film western, equivalente sovietico dei Western all'italiana.

## Filmografia (parziale)

### Sceneggiature
- L'isola del tesoro (in russo  Остров сокровищ?, Ostrov sokroviŝ, 1938)
- Stagione morta (in russo Мёртвый сезон?, Mërtvyj sezon, 1968) (come Vladimir Vladimirov)
- Vooružën i očen' opasen (Вооружён и очень опасен, 1977) (come Vladimir Vladimirov)
- Vsadnik bez golovy (Всадник без головы, 1972) (come Vladimir Vladimirov)
- 26 giorni della vita di Dostoevskij (in russo Двадцать шесть дней из жизни Достоевского?, Dvadcat' šest' dnej iz žizni Dostoevskogo, 1981; come Vladimir Vladimirov)

### Regia
- Risparmiare milioni (in russo Спасайте миллионы?, Spasajte milliony, 1925)
- Acciaio (in russo Сталь?, Stal', 1925)
- Rubicone (in russo Рубикон?, Rubikon, 1931)
- Uragano (in russo Ураган?, Uragan, 1931)
- Slava mira (in russo Слава мира?, 1932)
- I figli del capitano Grant (in russo Дети капитана Гранта?, Deti kapitana Granta), 1936), tratto dal romanzo omonimo di Jules Verne
- L'isola del tesoro (in russo  Остров сокровищ?, Ostrov sokroviŝ, 1938), tratto dal romanzo omonimo di Robert L. Stevenson
- Junost' komandirov (in russo Юность командиров?, 1939)
- Il cavaliere senza testa (in russo Всадник без головы?, Vsadnik bez golovy, 1972), tratto dal romanzo The Headless Horseman: A Strange Tale of Texas di Thomas Mayne Reid
- Vooružёn i očen' opasen (in russo Вооружён и очень опасен?, 1977), tratto dal romanzo Gabriel Conroy di Bret Harte

### Attore
- Vsadnik bez golovy (Всадник без головы, 1972)